# Wiktor Grajewski
Wiktor Grajewski, Geburtsname Wiktor Szpilman (hebräisch ויקטור גרייבסקי; geb. 29. Juli 1925 in Krakau, Polen; gest. 18. Oktober 2007 in Israel) war ein polnisch-israelischer Journalist. Er übermittelte dem israelischen Geheimdienst im Februar 1956 die anlässlich des 20. Parteitages der KPdSU gehaltene Geheimrede von Nikita Chruschtschow, die daraufhin in der New York Times veröffentlicht wurde und weltweite Verbreitung fand.

## Frühe Jahre
Wiktor Grajewski wurde 1925 in Krakau unter dem Namen Wiktor Szpilman geboren. Während des Zweiten Weltkriegs floh er vor der deutschen Besetzung Polens in die Sowjetunion. 1946 kehrte er nach Polen zurück und nahm den polnisch klingenden Namen Grajewski an. Seine Familie wanderte 1949 nach Israel aus, aber Grajewski blieb in Polen, um an der Fakultät für Politikwissenschaften der Universität Warschau im Fachbereich Journalismus zu studieren. Nach seinem Abschluss war er in der Volksrepublik Polen als Journalist bei der Polnischen Presseagentur (PAP) tätig. Nach einem Familienbesuch in Israel im Dezember 1955 gab er seine kommunistischen Überzeugungen auf, kehrte aber nach Polen zurück und setzte seine Arbeit bei der PAP fort. In dieser Zeit freundete er sich mit der Sekretärin von Edward Ochab an, der von März bis Oktober 1956 eine leitende Stelle im Zentralkomitee der regierenden Vereinigten Arbeiterpartei Polens PZPR innehatte.

## Geheimrede Chruschtschows

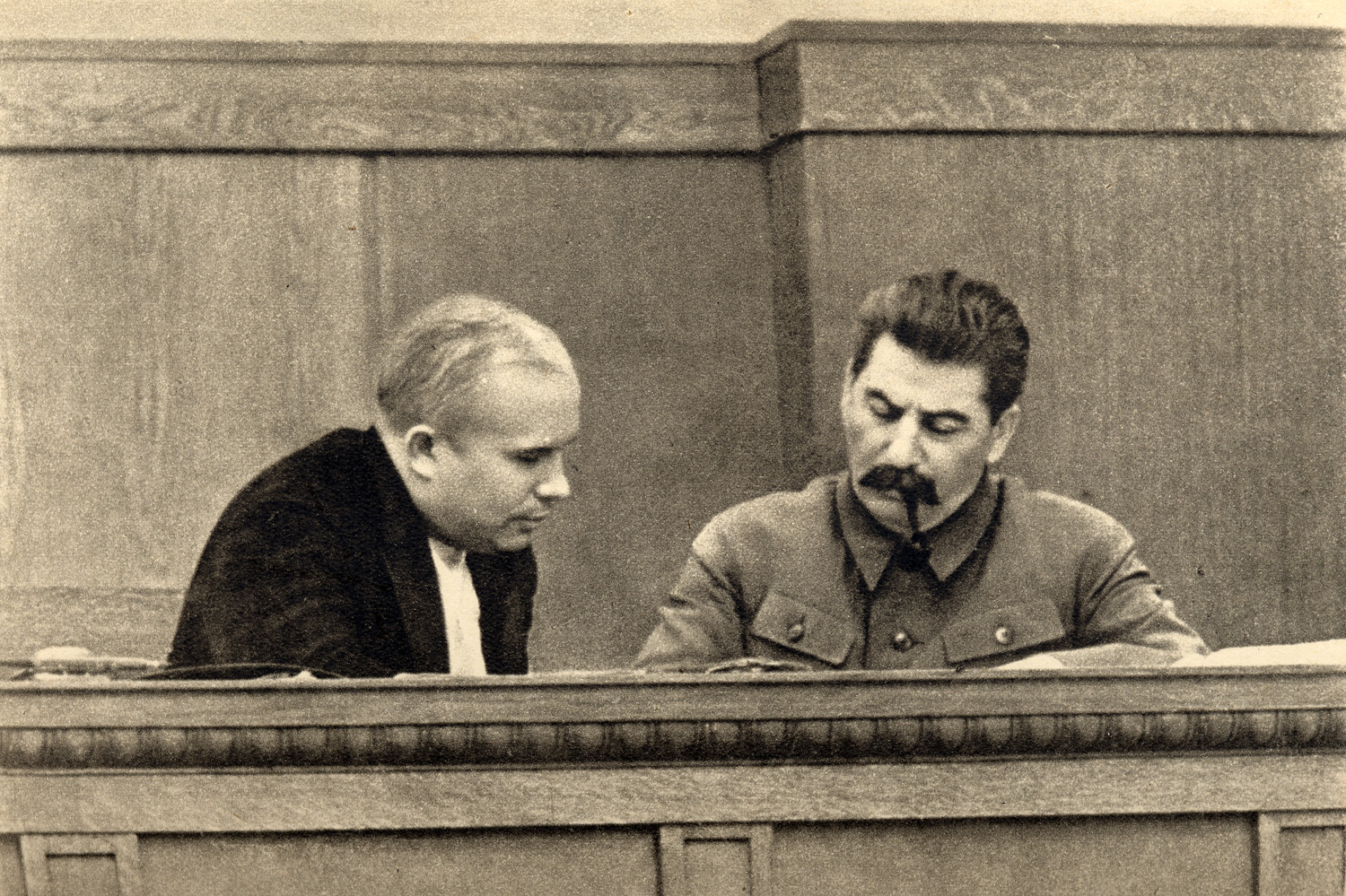
Chruschtschow und Stalin (Januar 1936)

Zum Abschluss des 20. Parteitages der KPdSU 1956 hielt der Nachfolger Stalins, Nikita Chruschtschow, seine berühmte „Geheimrede“, in der er seinem 1953 verstorbenen Vorgänger vorwarf, einen Personenkult inszeniert zu haben und die Terrorherrschaft Stalins verurteilte, ohne jedoch seine eigene Rolle dabei zu erwähnen. Zu der Rede waren nur loyale Parteimitglieder zugelassen, Journalisten waren verboten. Von der Rede sollte außer zuverlässigen Parteikadern niemand erfahren. Kopien der Rede gingen an die Staatschefs des damaligen Ostblocks, unter anderem auch nach Warschau.
Auf dem Schreibtisch von Ochabs Sekretärin entdeckte Grajewski eine Mappe mit der Aufschrift „Streng geheim“. Er nahm die Mappe an sich und las den brisanten Inhalt. Als ihm klar wurde, dass es sich um Chruschtschows Geheimrede handelte, beschloss er, dass der Text den westlichen Regierungen bekannt gemacht werden müsse. Dort hatte man zwar von der Rede gehört, wusste aber nichts Genaues. Grajewski begab sich in die israelische Botschaft in Warschau, wo das Dokument fotokopiert, an Ochabs Büro zurückgeschickt und gleichzeitig an den israelischen Geheimdienst Schin Bet weitergeleitet wurde. Dessen Chef Amos Manor sandte das Konvolut mit Erlaubnis des Premierministers David Ben-Gurion an die CIA, die für den originalen Wortlaut der Rede eine Belohnung von einer Million Dollar ausgesetzt hatte. Grajewski sah allerdings nie einen Cent davon. Amos Manor sollte Grajewskis Aktion später als Israels größten Geheimdienstcoup bezeichnen, der die Freundschaft mit den USA vertieft habe.

## Leben in Israel
Im Januar 1957 wanderte Grajewski im Rahmen der sogenannten „Alija Gomulka” nach Israel aus. Nach seinem Hebräischstudium im Ulpan wurde ihm eine Stelle in der Osteuropaabteilung des Außenministeriums angeboten. Zu dieser Zeit begann der öffentlich-rechtliche Hörfunksender „Kol Israel“ mit Kurzwellensendungen in polnischer Sprache, und Grajewvski erhielt eine Stelle als Redakteur und Sprecher dieser Sendungen. 1958 gründete er die Abteilung für russischsprachige Programme und wurde deren erster Leiter. Er arbeitete jahrelang bei der Rundfunkbehörde Israeli Public Broadcasting Corporation.
Grajewski starb am 18. Oktober 2007 und wurde auf dem Friedhof Har HaMenuchot in Jerusalem beigesetzt.

## Doppelagent KGB/Schin Bet
Kurz nach Grajewskis Einreise nach Israel nahm der KGB über die sowjetische Botschaft in Tel Aviv Kontakt zu ihm auf und bot ihm an, als Agent in Israel zu arbeiten. Grajewski gab vor, das Angebot des KGB anzunehmen, meldete es aber gleichzeitig dem israelischen Sicherheitsdienst, der ihn zum Doppelagenten machte. Grajewski wurde vom Schin Bet gebeten, dem KGB von Zeit zu Zeit hochwertige Informationen zu liefern, um ihr Vertrauen zu bewahren, und manchmal gab er ihnen auch falsche Informationen. Seine Position als Leiter der Abteilung für russischsprachige Sendungen bei der israelischen Rundfunkbehörde half ihm, seine Verbindungen zu russischen Kreisen in Israel zu erklären, darunter auch zu Mitgliedern der russischen Kirche, von denen einige seine Kontaktpersonen zum KGB waren.
Diese Tätigkeit dauerte etwa 15 Jahre, und während dieser Zeit erhielt er sogar eine interne Mitteilung, dass er bei seiner Ankunft in Moskau einen Lenin-Orden als Anerkennung für seine Dienste für die Sowjetunion erhalten würde, was er indes ablehnte.
Am 28. September 2007, knapp drei Wochen vor seinem Tod, erhielt er vom Juval Diskin, dem Chef des Sicherheitsdienstes und Nachfolger von Amos Manor, eine Auszeichnung für seinen Beitrag zur Sicherheit des israelischen Staates.